# Gardie House Pier

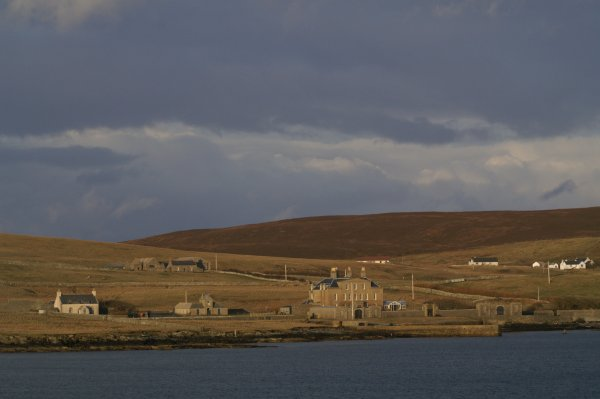
Gardie House mit Pier

Der Gardie House Pier ist ein Pier auf der schottischen Shetlandinsel Bressay. Er gehört zum Herrenhaus Gardie House an der Westküste der Insel. 1997 wurde die Anlage in die schottischen Denkmallisten in der Kategorie B aufgenommen.

## Beschreibung
Die Anlage befindet sich an der Westküste Bressays am Bressay Sound gegenüber der Stadt Lerwick auf Mainland. Nur wenige hundert Meter südlich befindet sich der ebenfalls denkmalgeschützte Schiffsanleger von Maryfield sowie der Fähranleger, der täglich von Mainland bedient wird. Das Bauwerk stammt aus dem frühen 18. Jahrhundert und wurde im 19. Jahrhundert modernisiert. Es ragt in westlicher Richtung mit einer leichten Biegung nach Süden in den Bressay-Sund hinein. Der Pier wird durch ein kleines Bootshaus ergänzt, das über Eisenschienen mit einem hölzernen Hebekran verbunden ist. Ein hölzerner Wagen mit gusseisernen Rädern, der wahrscheinlich zum Transport der Boote zwischen Bootshaus und Kran genutzt wurde, ist heute nur noch teilweise erhalten. Das aus Bruchstein bestehende Bauwerk bildet auf Skenes Darstellung von Gardie House aus dem Jahre 1812 ein markantes Detail und trägt auch heute noch signifikant zum Gesamteindruck des Anwesens bei.